# 原底乡
原底乡是中国陕西省咸阳市旬邑县下辖的一个乡。

## 行政区划
原底乡下辖以下行政区：
庄里村、百子村、赵家村、南头村、店子村、于家村、上堡村、孙家村、蒙家村、西头村、枣林村